# 1995年李登輝總統康乃爾大學之行
1995年李登輝總統康乃爾大學之行，於1995年6月7日至12日，在美國國會兩院決議及柯林頓政府的同意下，中華民國總統李登輝以私人行程名義訪問美國康乃爾大學，並發表〈民之所欲，常在我心〉公開演說。李登輝是史上首位進入美國的中華民國時任國家元首，也是美國與中華民國斷交後首位訪美的時任元首。這次訪問因此被認為是中華民國外交上的一大突破，使李登輝在中華民國政壇的聲望高漲，使其在接下來的總統大選中獲勝。但這次訪問也造成中華民國與中華人民共和國間的緊張關係升高，被部分人士認為是引發1996年台海飛彈危機的主要原因之一。

## 歷史背景
1994年，總統李登輝訪問中南美洲及非洲，過境美國夏威夷，成為中華民國與美國斷交後，首位訪美的臺灣總統。然而當時美國國務院負責東亞事務的助理國務卿羅德從嚴解釋「一個中國」政策，反對李登輝於夏威夷過夜，認為專機過境加油讓李登輝下來休息已很夠意思。:294美方最終不允許李登輝在境內過夜，只安排到當地空軍基地的小房間休息，由一個上尉階級的軍官接待。
美國國務院此舉引起李登輝不滿，決定不下飛機，穿著一件休閒襯衫未打領帶在飛機上接見美國在臺協會理事主席白樂崎（Natale Hans Bellocchi），作為抗議。:264在送白樂崎下飛機時，李登輝還諷刺的說，他不能送到機門了，免得不小心滑落，踩到美國土地。:288
此事件引起美國國會及輿論嘩然，認為一個號稱民主的國家，竟然受迫於另一個國家的威脅，在臺灣總統過境的問題上採取失禮的態度。國會開始對這個問題高度關注，並對行政部門痛加檢討，與臺灣政府友好的議員開始展開連署，要求應該放寬對臺灣領導人的限制。:264-2651995年2月起，眾議院兩黨眾議員紛紛發言主張歡迎臺灣的領導人訪問美國，助理國務卿羅德被迫處於守勢，招架乏力。只能一再強調不准臺灣領導人訪美的政策。:2973月5日，李登輝母校康乃爾大學正式邀請李登輝回母校與校友團聚，並接受傑出校友獎。翌日，三十六位美國國會參議員聯署一封信給柯林頓總統，要求同意李登輝完成他回母校的心願。:2983月底約旦國王胡笙訪問華府，恰巧李登輝預定於4月1日出訪阿拉伯聯合大公國及約旦。胡笙在與國務卿克里斯多福會談後會面記者時，被問及會不會跟李登輝見面。胡笙回答表示李登輝到約旦訪問時，如果他已回去，他會與李登輝見面。約旦與臺灣並無外交關係，但同意李登輝過訪。胡笙的立場也增加美國國會對行政部門的壓力。:299在國會強大壓力下，與李登輝母校康乃爾大學校長羅茲的熱心，使柯林頓政府作出決定。在1995年5月中使李登輝訪問母校美國康乃爾大學的計畫獲得批准。:264-265
1995年初，李登輝總統對外釋出想至美國康乃爾大學訪問的訊息，引起媒體關注。中華民國方面由駐美代表魯肇忠領銜，與美國國務院進行談判，同時雇用卡西迪公關公司對美國國會進行游說工作。對於李登輝的訪問，美國主要媒體皆表達支持之意，參、眾兩院皆投票通過，美國在台協會理事長白樂崎也表態支持這次訪問。美國國務院深信此舉將會引起中華人民共和國政府不滿，極力反對，國務卿沃倫·克里斯多福在當年度4月曾以非正式方式，向中華人民共和國國務院副總理兼外交部部長錢其琛表達美方不支持李登輝訪美的立場。紐約華文報的稿子都依樣畫葫蘆，引克里斯多福的話「重申」美國政府不同意李登輝來美「訪問」。中國「新華社」的稿子還引述錢其琛的談話，稱他17日與克里斯多福的會談有「積極性」。臺北一些反李登輝、親北京的媒體也盡量把國務院的態度做大，然而他們不知道國務院的立場在柯林頓政府已經失勢。國務院把立場限制在不同意「訪問」，已經是替可能的撤退做準備。:302-303日後克里斯多福在1998年出版回憶錄《在歷史的洪流》表示：「我也警告他國會一面倒支持李登輝訪問不能忽視。這項警告旨在提醒錢其琛，美國必須給李登輝簽證。但他只聽進我談話的前半段，後來我聽說李登輝獲准前往綺色佳時，錢其琛個人很難堪。」:304
美國國務院迫於來自國會與媒體輿論的壓力，將准許與不准許兩案同時提交白宮，由美國總統做最終決定。柯林頓總統在衡量得失後，決定批准李登輝以私人身份到訪美國。

## 過程
1995年5月22日，美國國務院宣布，柯林頓總統同意李登輝總統以私人訪問名義進入美國，以傑出校友的身分參加康乃爾大學校友會活動。
同年6月7日，李登輝乘中華航空專機由台北啟程，經洛杉磯前往紐約州雪城機場，次日從雪城前往康乃爾大學。
美東時間6月9日下午，李登輝到達綺色佳，在康乃爾大學歐林講座發表題為「民之所欲，常在我心」的英文公開演說，英文標題由新聞局長、英國牛津大學博士胡志強撰寫〈WITH THE PEOPLE ALWAYS IN MY HEART〉。:266首次提出了「中華民國在台灣」的國家定位。得到有線電視新聞網（CNN）報導現場盛況。:2676月13日，李登輝返抵台灣。

## 各界反應
- 當時在野黨民主進步黨透過中常會發表「對李總統訪美的聲明」：表示「李登輝近年來的私人訪問，往往只求出擊而缺乏一貫目標，無法收到預期成效，進而造成外交資源的浪費。本黨認為，在目前臺灣外交資源有限的情形下，外交工作應講求重點，才能有實質突破。」[11]當時民進黨被視為只能坐看舞台被李登輝盡佔，而發出無關痛癢的場面話語。隔年春天總統大選的慘敗可想而知。[12]:404
- 中華人民共和國方面，在事件初期並沒有做出反應。1995年3月，在澳門的密使會談中，李登輝密使蘇志誠告訴中共中央辦公廳主任曾慶紅，對於李登輝即將前往中東與美國訪問，希望對岸能夠有所理解，「這是我們必須要做的，也確定將去得成。」當時中國共產黨當局不認為李登輝的美國之行能去成，根據錢其琛提報給中共中央總書記江澤民的訊息，中共認為美國行政部門不會同意讓李登輝去訪。因此中共的態度是「你們有你們的立場，我有我們的立場，因此到時候批評還是要批評的。」[3]:264-265同年6月15日，行政院長連戰在李登輝返國後準備訪問歐洲的消息曝光。為防堵中華民國在歐洲的外交行動，中華人民共和國開始作出政治表態。6月16日，宣布召回駐美大使李道豫，對美方表達不滿；同時關閉對台灣溝通管道，原定的焦唐會談與第二次的規劃全部推遲。7月至11月間，中華人民共和國展開多次軍事演習，與中華民國之間的緊張情勢逐步升高，造成台灣海峽飛彈危機。

## 外部連結
- TAIWANESE PRESIDENT LEE TENG-HUI VISIT（页面存档备份，存于）, 美聯社, Youtube
- TAIWANESE PRESIDENT LEE TENG-HUI CORNELL UNIVERSITY SPEECH（页面存档备份，存于）, 美聯社, Youtube
- 1995李登輝總統美國演講:民之所欲　長在我心（页面存档备份，存于）, 臺視新聞, Youtube
- Always in My Heart（页面存档备份，存于）
- 總統在歐林講座演講問（页面存档备份，存于）